# タイにおけるコーヒー生産

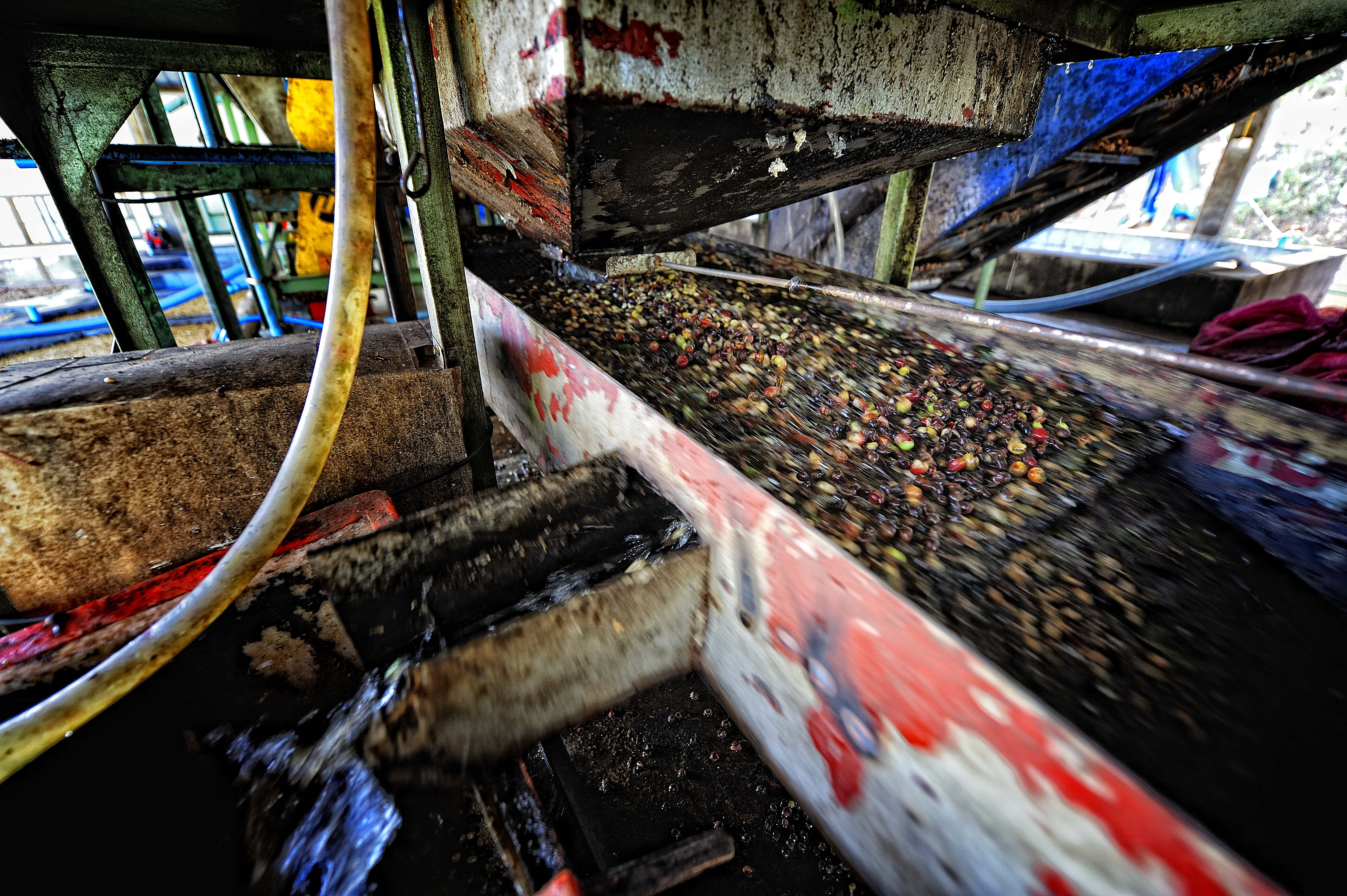
ドイチャン村でのコーヒー生産

タイ王国は2014年現在において世界有数のコーヒー生産国の一つである。ロブスタ種が生産高の99パーセントを占め、アジア第3位のコーヒー生産国である。

## 歴史
1891年の通商委員会の会報は「当時、最適な土地柄と良好な気候下におけるコーヒー栽培は、他の農産物よりも大きな利益をもたらしているが、ジャバはかつての3分の1しか輸出していない」と言及している。

## 生産
ロブスタ種が主力種であり、タイに莫大な経済的利益をもたらしている。アラビカ種はタイ北部で生産されている。タイ南部では、チュムポーン県、スラートターニー県、ナコーンシータンマラート県、クラビー県、パンガー県、ラノーン県の6県で生産されており、その面積は67831.52ヘクタールに及ぶ。
南部で生産されているロブスタ種は80,000トンで、北部で生産されているのはアラビカ種のみで約500トンである。ロブスタ種のうち20,000トンは国内で、インスタントコーヒー、焙煎コーヒー、パウダーコーヒー、缶コーヒーとして消費される。有機コーヒーは標高800メートル (2,600 ft)から1,200メートル (3,900 ft)の高地での栽培が適しているとされている。コーヒーは日陰でも開けた日向でも生育する。高台の地域ではコーヒーノキの間作も行われている。
北部のミャンマーとラオスの国境地帯 （黄金の三角地帯）でのコーヒー生産は、タイ王室によってアヘンの代替作物への転作のために始められた。タイ・国際連合農産物転作・コミュニティ開発プロジェクトの下でのコーヒー耕作は、アヘンの代替作物への転作として試験的に開始されたものである。 高地の部族を含むどの形態の農家にでも生産的であるとしてアラビカ種の栽培が奨励されている。
2013年の国連食糧農業機関の統計によると、コーヒー作付面積は51,000ヘクタール、生産高は50,000トンであった。ヘクタールあたりの収穫高は9,804ヘクトグラムで、世界第18位であった。今日のタイでは良質のコーヒーを生産することが可能である。2015年にドイトゥンとドイチャンの2つのコーヒーが欧州連合に地理的表示として保護された。

## 脚註
- この記事には現在パブリックドメインとなったBoard of Trade's Journal (1891)からの記述が含まれています。

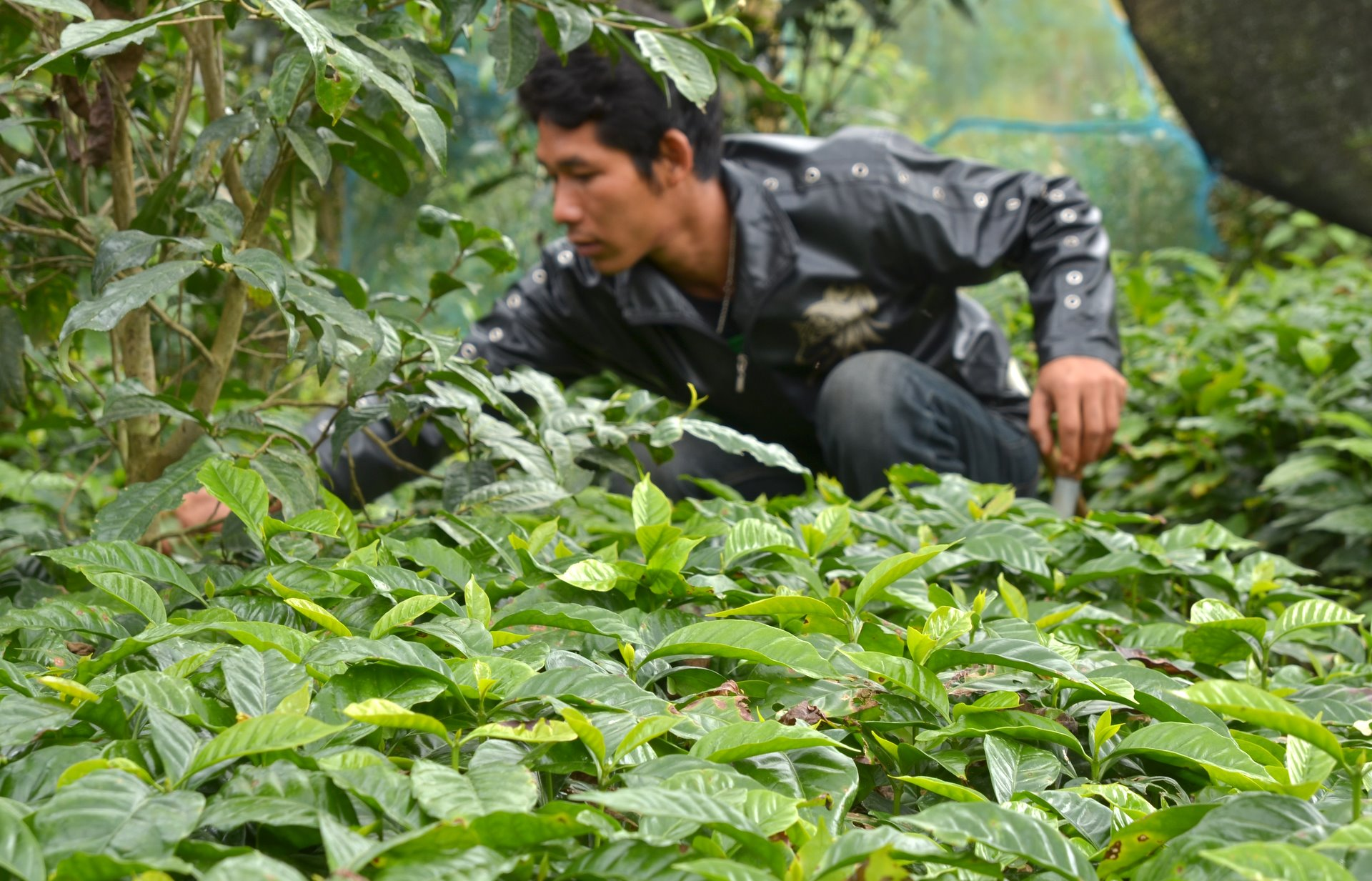
チエンラーイ県ムアンチエンラーイ郡のコーヒーノキの種苗所

1. ↑  Total Production of Exporting Countries Archived 2010年7月6日, at the Wayback Machine.国際コーヒー機関
2. 1 2 3 4 5 6  Angkasith, Pongsak (pdf). Coffee Production Status and Potential of Organic Arabica Coffee in Thailand. Assumption University : AU Journal of Technology 2015年6月7日閲覧。.
3. ↑  Board of Trade 1891, p. 440.
4. ↑  “Thailand: Coffee, green, yield (hectogram per hectare)”.   Factfish.com. 2015年6月7日閲覧。
5. ↑  2 Thai coffee brands win EU geographic trademarks